# 비보르크현
비보르크현(러시아어: Выборгская губерния, 핀란드어: Viipurin lääni, 스웨덴어: Viborgs län)은 1744년부터 1812년까지 존재했던 러시아 제국의 현으로 현도는 비보르크이다. 1721년과 1743년 러시아 제국이 2차례에 걸쳐 카렐리야를 할양했으며 1744년 비보르크현이 신설되었다. 1812년 핀란드 대공국의 현인 비푸리현(비푸리주의 전신)이 되었다.